# Bộ Du lịch (Campuchia)
Bộ Du lịch (tiếng Khmer: ក្រសួងទេសចរណ៍; Krasuong Tesachar) là cơ quan chính phủ thực hiện chức năng quản lý nhà nước về lĩnh vực du lịch của Campuchia. Bộ trưởng Bộ Du lịch hiện tại là Huot Hak.

## Chức năng
Bộ Du lịch có các chức năng và nhiệm vụ sau đây:
- Xác định và xây dựng chính sách du lịch và kế hoạch phát triển du lịch;
- Kích thích và khuyến khích đầu tư vào lĩnh vực du lịch theo chiến lược phát triển quốc gia;
- Tổ chức và kiểm soát ngành công nghiệp du lịch;
- Tổ chức và giám sát việc cung cấp dịch vụ chuyên nghiệp trong lĩnh vực du lịch;
- Tổ chức, giám sát và duy trì khu du lịch tự nhiên và nhân tạo cũng như khu vực phát triển du lịch tại Vương quốc Campuchia;
- Xem xét và giám sát đề xuất thành lập trường tư thục và trung tâm đào tạo nghề khác phục vụ cho ngành du lịch;
- Thực hiện quảng cáo về lĩnh vực du lịch trong và ngoài nước;
- Tổ chức, thành lập cơ quan đại diện ở nước ngoài phối hợp với Bộ Ngoại giao và Hợp tác;
- Ký hợp đồng liên quan đến du lịch, sau khi được Chính phủ Hoàng gia chấp thuận về nguyên tắc;
- Cấp giấy phép hoạt động cho các công ty du lịch, đại lý lữ hành và hướng dẫn viên du lịch;
- Giám sát dịch vụ du lịch và các hoạt động kinh doanh khác liên quan đến lĩnh vực du lịch;
- Thanh tra ngành du lịch.[2]